# Tiera Guinn Fletcher
Tiera Guinn Fletcher és una enginyera afroamericana que es va graduar en el MIT en 2017 i treballa per a Boeing. És una de les dissenyadores i analistes estructurals que estan construint el Sistema de Llançament Espacial per a la NASA, que està programat per a enviar persones a Mart.

## Família i primers anys
Fletcher va nàixer en l'àrea metropolitana d'Atlanta (Geòrgia, EUA). El seu interès i atracció per les matemàtiques i les ciències va començar a l'edat de sis anys i fou cultivada pels seus pares. La seva mare Sheila era comptable i el seu pare obrer de construcció. Els seus pares la van animar a calcular coses i mesurar coses en la seua vida diària. Aquests exercicis, que inclouen el retall de cupons, el total dels rebuts de compra i l'aprenentatge sobre les aplicacions de l'arquitectura, desafiaren a Fletcher i la diferenciaren d'altres xiquets de la seua edat. Als onze anys, Fletcher va enfocar el seu interès en l'enginyeria aeroespacial mentre participava en un programa aeroespacial implementat per Lockheed Martin. Fletcher va passar a estudiar aeroespacial en la universitat en el MIT.
Fletcher viu en Nueva Orleans, Louisiana, on treballa en el muntatge del sistema de llançament espacial. Es va casar en Juliol de 2018 amb Myron Fletcher, un altre enginyer aeroespacial que també treballa en Boeing. Tant ella com el seu marit comparteixen un interès en influenciar als joves perquè s'uneixen al món de STEM junt amb l'augment de diversitat dels camps de STEM.

## Educació
Fletcher va assistir a l'escola secundaria Wheeler en Marietta, Georgia. Durant el seu últim any d'escola secundaria, Fletcher va rebre una passantia en la NASA en Langley, Virginia. També va aconseguir una passantia d'investigació a l'Institut de Tecnologia en Georgia en 2014. La passantia consistia a ajudar en la investigació del rendiment d'aterratge en aeronaus. A través d'aquestes passanties, el seu interès en el camp va créixer i va consolidar la seua elecció a la cerca de l'enginyeria aeroespacial com una especialització en la universitat i una carrera eventual.
Fletcher va assistir a l'Institut de Tecnologia de Massachusetts (MIT) i es va graduar amb un GPA de 5.0 i va rebre la seua Llicenciatura en Enginyeria Aeroespacial en Juny de 2017. Ella va participar en un programa de tutoria per ajudar altres estudiants en el MIT, açò va ajudar a infondre confiança en ella mateixa i les seues capacitats. Després del seu primer any, Fletcher va participar en una investigació postgrau que estudiava l'optimització del disseny de aeronaus en el MIT. En el seu segon any, novament va participar en investigacions de postgrau, aquesta vegada estudiant anàlisis de xarxa. Durant els seus anys de secundaria i batxillerat, Fletxer va participar en dos passanties diferents en Boeing. De juny de 2015 a juny de 2016 Fletcher fou passant d'enginyeria de sistemes en Boeing, on va ajudar a dissenyar, provar i col·laborar amb altres professionals en els productes de Boeing. L'any següent, de juny de 2016 a juny de 2017, fou enginyera de disseny i analista d'estrès en Boeing, on va col·laborar en el procés de disseny i anàlisis del sistema de llançament espacial per a la NASA.

## Carrera
A Fletcher se li va oferir un treball en Boeing com enginyera d'anàlisis estructural. En Boeing, ella és una de les principals enginyeres i dissenyadores que treballen en el sistema de llançament espacial per a la NASA, que apunta a posar humans en Mart. El sistema de llançament espacial és el coet més ràpid que mai s'ha creat i el més gran. L'àrea en la qual treballa Fletcher és l'etapa superior exploratòria de la nau que ajuda a la nau a completar la seua fase d'ascens. Ella és part de l'equip principal de la secció de motors responsables d'açò, del qual és el membre més jove.

## Reconeixement
Fletcher va rebre el premi Awesome Woman Award de Good Housekeeping de 2017, que reconeix a les dones que estan impactant en el món per a millorar superant les limitacions socials i influint en el món que les rodeja.
També en 2017, Fletcher va rebre el Premi Albert G. Hill en el MIT, que reconeix als estudiants en el seu tercer o últim any que han sobreeixit acadèmicament i impactat el medi ambient en el MIT d'una manera que millora el clima del campus per a altres minories.
En juny de 2018, Fletcher va participar com a oradora principal en Impact’18 en Cracovia, on els oradors discutien les innovacions i els models de negocis per a compartir amb el món el treball que estan realitzant.
El 8 de novembre de 2018, Fletcher va guanyar el Premi a l'Enginyer Industrial Més Prometedor en els Premis a l'Enginyer Negre de l'any 2019.